# 园艺街道
园艺街道，是中华人民共和国山東省菏泽市单县下辖的一个乡镇级行政单位。

## 行政区划
园艺街道下辖以下地区：
单庄村、黄楼村、张知楼村、武圣庙村、南王庄村、樊楼村和五里井村。